# Ая и ведьма
«Ая и ведьма» (яп. アーヤと魔女 А:я то Мадзё) — японский компьютерно-анимационный фэнтези-фильм 2020 года режиссёра Горо Миядзаки. Экранизация одноимённого романа Дианы Уинн Джонс.
В целом фильм получил отрицательные отзывы критиков.

## Сюжет
В Англии ведьма оставляет своего ребёнка Эрвиг в детском доме Святого Морвальда. Заведующая домом, полагая имя не подходящим для ребёнка, меняет его на Эрика Вигг. Спустя годы Эрвиг — непоседливая десятилетняя девочка, которой очень комфортно в детском доме, где все делают то, что она хочет. Ей нравится жить там со своим другом Кустардом, и она не хочет, чтобы её удочерили.
Однажды странная пара, Белла Яга и Мандрагор, удочеряют Эрвиг вопреки её желанию. Когда они возвращаются домой, Белла Яга рассказывает Эрвиг, что она ведьма и что она удочерила Эрвиг только ради «лишней пары рук» для помощи по дому. Эрвиг соглашается помогать, но только если Белла Яга взамен научит её волшебству. Эрвиг готовит ингредиенты для заклинаний и убирает в мастерской. Устав от работы, она пытается выбраться из дома, но обнаруживает, что все выходы были магически запечатаны Мандрагорой. Она расстраивается ещё больше, потому что Белла Яга не учит её волшебству. Однако говорящий кот ведьмы приоткрывает ей глаза на прошлое и настоящее своих хозяев…

## В ролях
| Персонажи                |                      |
| Персонажи                | Японское озвучивание |
| ------------------------ | -------------------- |
| Эрвег (Ая)               | Кокоро Хирасава      |
| Белла Яга                | Синобу Тэрадзима     |
| Мандрагора               | Эцуси Тоёкава        |
| Томас                    | Гаку Хамада          |
| мать Уховёртки (мать Аи) | Шерина Мунаф         |
| господин Дженкинс        | Юдзи Уэда            |
| Матрона                  |                      |
| заварной крем            | Юсэй Саито           |
| Филлис                   | Ханна Судзуки        |
| Салли                    | Сакура Исида         |
| помощник надзирателя     | Руми Хиираги         |
| повар                    |                      |
| помощник повара          |                      |

## Производство
Фильм режиссёра Горо Миядзаки был заявлен как первый анимационный фильм студии Ghibli полностью выполненный в технике 3D CG анимации. Премьера запланирована на канале NHK в конце 2020 года. 19 июня 2020 года Миядзаки показал первые кадры из фильма. Горо рассказывает, что его отец предложил ему взяться за дело, и Тосио Судзуки поддержал его, но после этого он был предоставлен сам себе и создавал аниме с молодыми сотрудниками и «совсем не советовался со стариками». Также Горо рассказал, что он единственный на студии, кто знает метод создания CG-анимации. Композитор Сатоси Такэбэ написал музыку к фильму.

## Релиз
Премьера фильма должна была состояться на Каннском кинофестивале 2020 года но мероприятие было отменено из-за пандемии COVID-19. Премьера фильма состоялась 18 октября 2020 года на Кинофестивале имени братьев Люмьер в Лионе.
Фильм был выпущен на DVD и Blu-Ray компанией Pony Canyon 1 декабря 2021 года, что сделало его первым фильмом Studio Ghibli со времён оригинального VHS-релиза «Шепота сердца», дистрибьютором которого не выступит Walt Disney Japan. Однако в тот же день Walt Disney Japan выпустила фильм в составе бокс-сета, в который вошли фильмы, не относящиеся к творчеству Хаяо Миядзаки и Исао Такахаты.
13 октября 2021 года стало известно, что компания Netflix приобрела права на распространение фильма (за исключением Японии и США). Он стал доступен на платформе 18 ноября 2021 года.

## Восприятие
В 2020 году мультфильм «Ая и ведьма» был отмечен двумя номинациями на премию «Энни» (лучшая озвучка и лучшая раскадровка), но остался без наград.
На сайте Rotten Tomatoes фильм имеет рейтинг 28 %, основанный на 68 отзывах, со средней оценкой 5/10. Консенсус критиков гласит: «С сюжетом, столь же не вдохновляющим, как и анимация, „Ая и ведьма“ — удивительная и почти полная осечка студии Ghibli». Metacritic поставил 46 баллов из 100 возможных с учётом 21 рецензии.
Дэвид Эрлих из IndieWire поставил фильму оценку C- и пишет: «Хотя „Ая и ведьма“ — далеко не самый уродливый фильм в своём роде, есть что-то уникально извращённое в том, чтобы увидеть, как фирменную эстетику Ghibli душат в пластиковом гробу и высасывают её блестящую душу; видеть, как пышные зеленые миры студии заменяются безжизненными задниками, а гиперэкспрессивный дизайн персонажей заменяется дешевыми куклами, настолько лишенными человеческих эмоций, что даже маленькие дети выглядят ботоксированными на дюйм [sic] своей жизни. Это мультяшный эквивалент той неудачной фрески Иисуса, только лишенный человеческого прикосновения, которое придавало этой катастрофе некое извращенное очарование».
Аджа Романо из Vox поставила фильму 3 из 5 звезд и отметила: «В самом начале есть несколько моментов, когда на экране появляются неподвижные кадры природы или медленное проплывание по пейзажам в стиле Гибли. Но эти отдельные кадры не связаны с общим настроением, характеристикой или тематической идеей. Они ощущаются как бледная имитация режиссёра, который знает, как делают фильмы Ghibli, но не знает, зачем… И даже поразительная эстетика анимации, которой славится Ghibli, в значительной степени отсутствует из-за приглушенной, плоской палитры CGI фильма… В конечном счёте, „Ая и ведьма“ — это далеко не лучший фильм студии Ghibli».
Валерий Кичин в своей рецензии отметил: «Хаяо Миядзаки, как и Уолт Дисней, творцы не фильмов, а самостоятельных авторских вселенных, у Горо же получилась просто неплохая картина, которую нужно смотреть без гнева и пристрастия, — как мы смотрим любой добротный мейнстрим». Анна Закревская посчитала, что «история совершенно по-дилетантски скачет, неловко прыгает, буквально каждую сцену сама не знает, куда ей дальше идти. От этого визуальные детали, которые вроде бы на месте, словно проваливаются мимо, работают вхолостую».